# Fünfkampf-Europameisterschaft 1971

Logo CEB (ausrichtender Verband)

Die Fünfkampf-Europameisterschaft 1971, auch Pentathlon-Europameisterschaft genannt, war das dritte Turnier in dieser Disziplin des Karambolagebillards und fand vom 8. bis zum 14. Oktober 1971 in Amersfoort statt. Es war die erste Fünfkampf-Europameisterschaft in den Niederlanden.

## Geschichte
In Amersfoort gab es noch einmal eine deutliche Leistungssteigerung zur letzten Fünfkampf-EM in Murcia. Allen voran der Titelverteidiger Raymond Ceulemans. Dennoch hat es nicht zur Titelverteidigung gereicht. Sein jüngerer Landmann Ludo Dielis schnappte sich den Titel. Für die Turnierbestleistungen sorgte aber wieder Ceulemans. Ein neuer Europarekord im VGD mit 519,88 im ganzen Turnier und ein neuer Europarekord im BVED mit 1161,49 in einem Match gegen Heinrich Weingartner sind die neuen Bestleistungen. Hier die einzelnen Leistungen gegen Weingartner:
1. Freie Partie: 500 in 3 Aufnahmen = 166,66 (VED = 166,66)
2. Cadre 47/2: 400 in 4 Aufnahmen = 100,00 (VED = 453,33)
3. Einband: 200 in 5 Aufnahmen = 40,00 (VED = 3480,00)
4. Cadre 71/2: 300 in 2 Aufnahmen = 150,00 (VED = 1330,00)
5. Dreiband: 60 in 44 Aufnahmen = 1,373 (VED = 377,50)

Aus den verhältnismäßigen Einzeldurchschnitten (VED) pro Partie ergeben sich addiert 5807,49 Punkte geteilt durch fünf Partien ergibt sich ein bester verhältnismäßiger Einzeldurchschnitt (BVED) im Match von 1161,49. Bei der Weltmeisterschaft in Berlin hatte Ceulemans zwar schon einmal 1427,36 gegen José Gálvez gespielt, aber die Freie Partie verloren.
Insgesamt verlief diese Europameisterschaft auf einem extrem hohen Niveau. Der neue Meister Dielis erzielte auch noch einen VGD von 419,66 und andere Teilnehmer teilweise Landesrekorde.

## Modus
Gespielt wurde das ganze Turnier im Round Robin Modus.
1. PP = Partiepunkte
2. MP = Matchpunkte
3. VGD = Verhältnismäßiger Generaldurchschnitt
4. BVED = Bester Einzel Verhältnismäßiger Durchschnitt

Ab 1965 wurde zur Berechnung des VGD die 'Portugiesische Tabelle' angewendet. Hierbei werden die verschiedenen Disziplinen nach einer Formel berechnet. Es wurde die portugiesische Tabelle von 1965 angewendet. Die Welt-Meisterschaften (und natürlich auch die Europameisterschaften) im Fünfkampf ab 1965 waren auch unter dem Namen 'Neo Pentathlon' bekannt.
Freie Partie: Distanz 500 Punkte
Cadre 47/2: Distanz 400 Punkte
Einband: Distanz 200 Punkte
Cadre 71/2: Distanz 300 Punkte
Dreiband: Distanz 60 Punkte
Der Fünfkampf wurde auch in dieser Spielfolge gespielt.
In der Endtabelle wurden die erzielten Partiepunkte vor den Matchpunkten und dem VGD gewertet.
Unentschiedene Partien in einer Aufnahme wurden mit 2:2 Partiepunkten gewertet.

## Abschlusstabelle
| Legende | Legende                                       |
| --- | --------------------------------------------- |
| Abk. | Bedeutung                                     |
| Pkt. | erzielte Punkte                               |
| Aufn. | benötigte Aufnahmen                           |
| ED | Einzeldurchschnitt                            |
| GD | Generaldurchschnitt                           |
| VGD | Verhältnismässiger Generaldurchschnitt        |
| BMD | Bester Mannschaftsdurchschnitt                |
| BED | Bester Einzeldurchschnitt                     |
| BSD | Bester Satzdurchschnitt                       |
| BEVD | Bester Einzel Verhältnismässiger Durchschnitt |
| HS | Höchstserie                                   |
| MP | Match Points                                  |
| PP | Partie Punkte                                 |
| G-U-V | Gewonnen-Unentschieden-Verloren               |
| SV | Satzverhältnis                                |
| WRP | Weltranglistenpunkte                          |
| | 1. Platz (Gold)                               |
| | 2. Platz (Silber)                             |
| | 3. Platz (Bronze)                             |
| | Bester GD des Turniers/Runde                  |
| | Bester VGD des Turniers/Runde                 |
| | Bester ED des Turniers/Runde                  |
| | Bester BVGD des Turniers/Runde                |
| | Beste HS des Turniers/Runde                   |
| (Evtl. finden nicht alle Begriffe Anwendung oder einige sind nicht aufgeführt. Diese können in der Liste der Karambolage-Begriffe nachgesehen werden.) |                                               |

| Endklassement               | Endklassement        | Endklassement | Endklassement | Endklassement | Endklassement | Endklassement | Endklassement | Endklassement | Endklassement |
| Platz                       | Name                 | PP            | MP            | VGD           | BVED          |               |               |               |               |
| --------------------------- | -------------------- | ------------- | ------------- | ------------- | ------------- | ------------- | ------------- | ------------- | ------------- |
| 1                           | Ludo Dielis          | 44:18         | 12:0          | 419,66        | 653,38        |               |               |               |               |
| 2                           | Raymond Ceulemans    | 43:17         | 10:2          | 519,88        | 1161,49       |               |               |               |               |
| 3                           | Hans Vultink         | 36:24         | 6:6           | 194,84        | 360,69        |               |               |               |               |
| 4                           | Roland Dufetelle     | 30:30         | 8:4           | 189,86        | 324,58        |               |               |               |               |
| 5                           | José Gálvez          | 24:36         | 2:10          | 138,08        | 130,73        |               |               |               |               |
| 6                           | Dieter Müller        | 24:38         | 4:8           | 139,41        | 269,75        |               |               |               |               |
| 7                           | Heinrich Weingartner | 11:49         | 0:12          | 62,57         | –             |               |               |               |               |
| Turnierdurchschnitt: 181,47 |                      |               |               |               |               |               |               |               |               |

## Disziplintabellen
| Platz                       | Name                 | MP   | Pkte. | Aufn. | GD     | BED    | HS   |
| --------------------------- | -------------------- | ---- | ----- | ----- | ------ | ------ | ---- |
| 1                           | Hans Vultink         | 10:2 | 2506  | 9     | 278,44 | 500,00 | 2000 |
| 2                           | Dieter Müller        | 10:4 | 2535  | 13    | 195,00 | 500,00 | 500  |
| 3                           | Ludo Dielis          | 9:5  | 2522  | 17    | 148,35 | 500,00 | 995  |
| 4                           | Raymond Ceulemans    | 5:7  | 1917  | 14    | 136,92 | 500,00 | 500  |
| 5                           | José Gálvez          | 4:8  | 1487  | 13    | 114,38 | 166,66 | 451  |
| 6                           | Roland Dufetelle     | 4:8  | 1588  | 14    | 113,42 | 166,66 | 439  |
| 7                           | Heinrich Weingartner | 2:10 | 1058  | 18    | 58,77  | 71,42  | 279  |
| Turnierdurchschnitt: 138,90 |                      |      |       |       |        |        |      |

| Platz                      | Name                 | MP   | Pkte. | Aufn. | GD     | BED    | HS  |
| -------------------------- | -------------------- | ---- | ----- | ----- | ------ | ------ | --- |
| 1                          | Raymond Ceulemans    | 11:1 | 2400  | 21    | 114,28 | 400,00 | 909 |
| 2                          | Roland Dufetelle     | 8:4  | 1831  | 28    | 65,39  | 100,00 | 219 |
| 3                          | Hans Vultink         | 8:4  | 1931  | 30    | 64,36  | 133,33 | 299 |
| 4                          | Ludo Dielis          | 7:5  | 2231  | 20    | 111,55 | 133,33 | 273 |
| 5                          | José Gálvez          | 6:6  | 1980  | 28    | 70,71  | 133,33 | 362 |
| 6                          | Dieter Müller        | 2:10 | 1547  | 27    | 57,29  | 133,33 | 315 |
| 7                          | Heinrich Weingartner | 0:12 | 826   | 28    | 29,50  | –      | 146 |
| Turnierdurchschnitt: 70,03 |                      |      |       |       |        |        |     |

| Platz                     | Name                 | MP   | Pkte. | Aufn. | GD    | BED   | HS  |
| ------------------------- | -------------------- | ---- | ----- | ----- | ----- | ----- | --- |
| 1                         | Ludo Dielis          | 12:0 | 1200  | 91    | 13,18 | 25,00 | 123 |
| 2                         | Raymond Ceulemans    | 10:2 | 1093  | 74    | 14,77 | 40,00 | 101 |
| 3                         | Hans Vultink         | 8:4  | 962   | 111   | 8,66  | 11,11 | 69  |
| 4                         | José Gálvez          | 6:6  | 911   | 145   | 6,28  | 14,28 | 51  |
| 5                         | Roland Dufetelle     | 4:8  | 991   | 110   | 9,00  | 9,52  | 55  |
| 6                         | Heinrich Weingartner | 2:10 | 700   | 146   | 4,79  | 4,87  | 47  |
| 7                         | Dieter Müller        | 0:12 | 766   | 151   | 5,07  | –     | 37  |
| Turnierdurchschnitt: 7,99 |                      |      |       |       |       |       |     |

| Platz                      | Name                 | MP  | Pkte. | Aufn. | GD    | BED    | HS  |
| -------------------------- | -------------------- | --- | ----- | ----- | ----- | ------ | --- |
| 1                          | Ludo Dielis          | 9:3 | 1529  | 22    | 69,50 | 150,00 | 300 |
| 2                          | Raymond Ceulemans    | 7:5 | 1598  | 28    | 57,07 | 150,00 | 268 |
| 3                          | Dieter Müller        | 6:6 | 1234  | 36    | 34,27 | 75,00  | 181 |
| 4                          | Roland Dufetelle     | 6:6 | 1283  | 40    | 32,07 | 300,00 | 306 |
| 5                          | Hans Vultink         | 6:6 | 1290  | 51    | 25,29 | 42,85  | 157 |
| 6                          | José Gálvez          | 4:8 | 1368  | 44    | 31,09 | 60,00  | 122 |
| 7                          | Heinrich Weingartner | 4:8 | 1084  | 53    | 20,45 | 27,27  | 106 |
| Turnierdurchschnitt: 34,25 |                      |     |       |       |       |        |     |

| Platz                      | Name                 | MP   | Pkte. | Aufn. | GD    | BED   | HS |
| -------------------------- | -------------------- | ---- | ----- | ----- | ----- | ----- | -- |
| 1                          | Raymond Ceulemans    | 10:2 | 358   | 239   | 1,497 | 1,714 | 10 |
| 2                          | Roland Dufetelle     | 8:4  | 326   | 342   | 0,953 | 1,250 | 7  |
| 3                          | Ludo Dielis          | 7:5  | 330   | 318   | 1,037 | 1,333 | 8  |
| 4                          | Dieter Müller        | 6:6  | 335   | 395   | 0,848 | 1,276 | 9  |
| 5                          | José Gálvez          | 4:8  | 263   | 394   | 0,667 | 0,666 | 6  |
| 6                          | Hans Vultink         | 4:8  | 270   | 426   | 0,633 | 0,645 | 5  |
| 7                          | Heinrich Weingartner | 3:9  | 300   | 430   | 0,697 | 0,923 | 9  |
| Turnierdurchschnitt: 0,857 |                      |      |       |       |       |       |    |